# Wierzba ostrolistna
Wierzba ostrolistna, wierzba kaspijska (Salix acutifolia) – gatunek krzewu należący do rodziny wierzbowatych. Rośnie dziko w Europie wschodniej (na wschód od Finlandii, Litwy, Białorusi i Ukrainy), w zachodniej Syberii i w Azji środkowej (Kazachstan, Kirgistan i Tadżykistan). W Polsce jest zadomowionym antropofitem.

## Morfologia

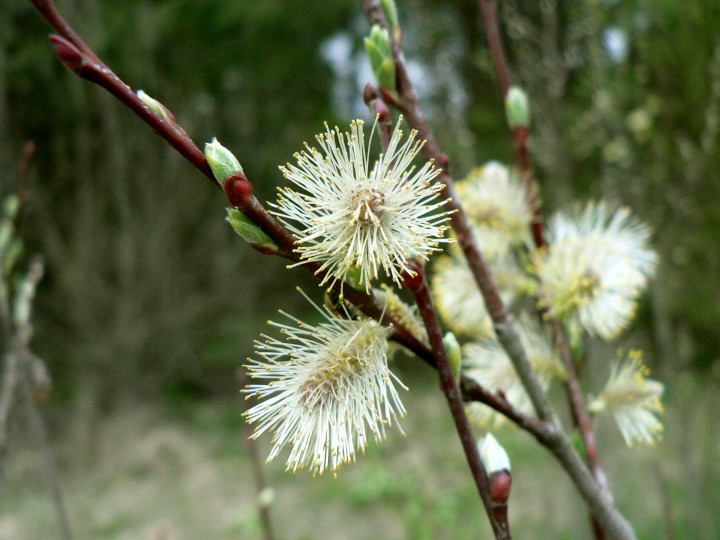
Kwiatostany

PokrójKrzew do 4 m wysokości. Pędy ciemnofioletowe z białym nalotem. Korzenie osiągają do 15 m głębokości.
LiścieLancetowate, piłkowane, wąskie, długo zaostrzone o długości ok. 12 cm. Tylko w młodości są owłosione, później nagie. Na górnej stronie są ciemnozielone i połyskujące, na dolnej sinawe. Przylistki dość wcześnie odpadające.
KwiatyRoślina dwupienna. Kwiatostany męskie i żeńskie, zwane kotkami, o długości 4–5 cm. Słupki nagie z krótką szyjką, o niepodzielonych znamionach. Mają gruczoły miodnikowe o długości mniej więcej tej samej co szypułka słupka.

## Udział w kulturze
- W Talmudzie wierzba jest jednym z czterech gatunków roślin, z których gałązek Żydzi tworzą bukiet lulaw noszony podczas święta Sukkot[9].
- Wierzba (bez rozróżnienia gatunku) wymieniona jest w kilku księgach Biblii: Kpł 23,40, Iz 15,7. Hi 40,22, Am 6,14. W Ziemi Świętej występują dwa gatunki wierzb: wierzba ostrolistna i wierzba biała, opisy dotyczą więc jednej z nich, lub obydwu. Ponadto w Biblii często wierzba mylona jest z topolą eufracką[9].

## Zastosowanie
- W Polsce stosowana jest do utrwalania piasków (np. sadzono ją na Pustyni Błędowskiej[10] oraz na wydmach nadmorskich[11]).  Sadzenie tego gatunku w ramach ochrony wybrzeża skutkuje istotnym zagrożeniem dla ochrony siedlisk przyrodniczych typowych dla wydm[12][13].

- Jest także wymieniana wśród roślin energetycznych[7].